# Mistrzostwa Europy w Piłce Nożnej 1968 (eliminacje)

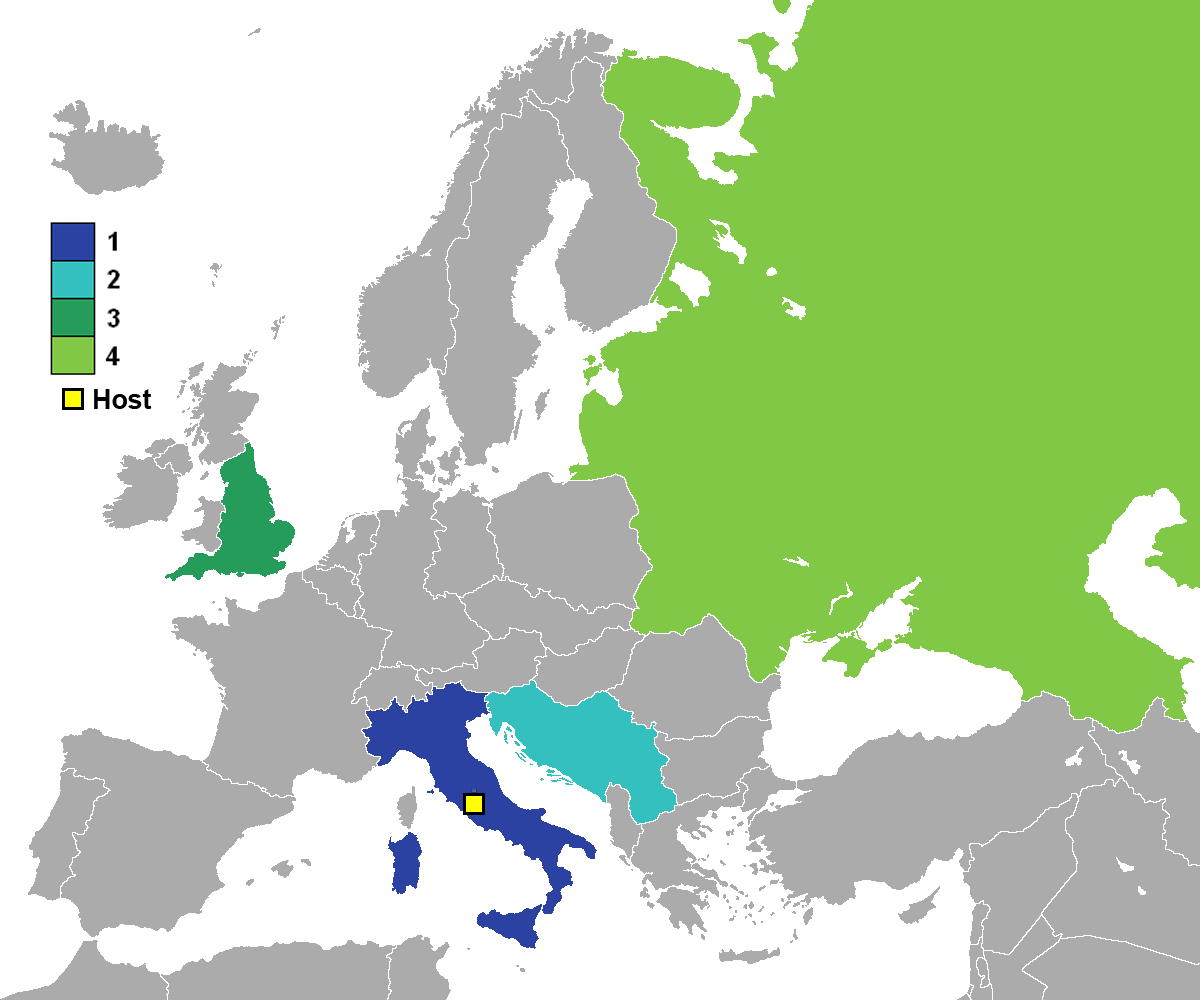
Finaliści turnieju

Eliminacje do mistrzostw Europy 1968 przeprowadzono w latach 1966–1967, a wzięło w nich udział 31 reprezentacji narodowych.

## Format rozgrywek
Drużyny zostały podzielone na 7 grup po 4 zespoły i jedną grupę trzydrużynową. Grano systemem każdy z każdym, mecz i rewanż. Za zwycięstwo przyznawano 2 punkty, za remis 1 pkt., a za porażkę punktów nie przyznawano. Zwycięzcy grup awansowali do ćwierćfinałów, których zwycięzcy zagrali w turnieju finałowym.

## Wyniki

### Grupa A
| Lp | Reprezentacja  | M | Z | R | P | Br+ | Br- | +/- | Pkt |
| -- | -------------- | - | - | - | - | --- | --- | --- | --- |
| 1  | Hiszpania      | 6 | 3 | 2 | 1 | 6   | 2   | +4  | 8   |
| 2  | Czechosłowacja | 6 | 3 | 1 | 2 | 8   | 4   | +4  | 7   |
| 3  | Irlandia       | 6 | 2 | 1 | 3 | 5   | 8   | -3  | 5   |
| 4  | Turcja         | 6 | 1 | 2 | 3 | 3   | 8   | -5  | 4   |

| 1 października 1966 | Czechosłowacja · Horváth 47' | 1:00:0 | Hiszpania | Stadión dr. Vacka Eden, Praga Widzów: 20354 Sędzia: Gerhard Schulenburg |
|                     |                              |        |           |                                                                         |

| 23 października 1966 | Irlandia | 0:0 | Hiszpania | Dalymount Park, Dublin Widzów: 37000 Sędzia: Hans Carlsson |
|                      |          |     |           |                                                            |

| 16 listopada 1966 | Irlandia · O’Neill 60' · McEvoy 74' | 2:10:0 | Turcja · 88' Altiparmak | Dalymount Park, Dublin Widzów: 22300 Sędzia: Tage Sørensen |
|                   |                                     |        |                         |                                                            |

| 7 grudnia 1966 | Hiszpania · María 21' · Pirri 35' | 2:0 | Irlandia | Estadio Mestalla, Walencja Widzów: 9810 Sędzia: Piet Roomer |
|                |                                   |     |          |                                                             |

| 1 lutego 1967 | Turcja | 0:0 | Hiszpania | Ali Sami Yen, Stambuł Widzów: 27262 Sędzia: Gyula Gere |
|               |        |     |           |                                                        |

| 1 lutego 1967 | Turcja · Elmastaşoğlu 35' · Altiparmak 78' | 2:11:0 | Irlandia · 90' Cantwell | 19 Mayis Stadi, Ankara Widzów: 31100 Sędzia: Dimitar Rumenchev |
|               |                                            |        |                         |                                                                |

| 31 marca 1967 | Hiszpania · Grosso 63' · Gento 81' | 2:00:0 | Turcja | Estadio San Mamés, Bilbao Widzów: 30000 Sędzia: Othmar Huber |
|               |                                    |        |        |                                                              |

| 21 maja 1967 | Irlandia | 0:20:1 | Czechosłowacja · 16' Szikora · 47' Masný | Dalymount Park, Dublin Widzów: 12000 Sędzia: Robert Schaut |
|              |          |        |                                          |                                                            |

| 19 czerwca 1967 | Czechosłowacja · Adamec 25', 70' · Jurkanin 74' | 3:01:0 | Turcja | Tehelné pole, Bratysława Widzów: 15000 Sędzia: Paul Schiller |
|                 |                                                 |        |        |                                                              |

| 7 października 1967 | Turcja | 0:0 | Czechosłowacja | 19 Mayis Stadi, Ankara Widzów: 35000 Sędzia: Nicolae Mihăilescu |
|                     |        |     |                |                                                                 |

| 22 października 1967 | Hiszpania · Pirri 33' · Gárate 62' | 2:11:0 | Czechosłowacja · 75' Kuna | Estadio Santiago Bernabéu, Madryt Widzów: 25314 Sędzia: Antonio Sbardella |
|                      |                                    |        |                           |                                                                           |

| 22 listopada 1967 | Czechosłowacja · 57' (sam.) | 1:2 | Irlandia · 65' Treacy · 86' O’Connor | Stadión dr. Vacka Eden, Praga Widzów: 11000 Sędzia: Erwin Vetter |
|                   |                             |     |                                      |                                                                  |

### Grupa B
| Lp | Reprezentacja | M | Z | R | P | Br+ | Br- | +/- | Pkt |
| -- | ------------- | - | - | - | - | --- | --- | --- | --- |
| 1  | Bułgaria      | 6 | 4 | 2 | 0 | 10  | 2   | +8  | 10  |
| 2  | Portugalia    | 6 | 2 | 2 | 2 | 6   | 6   | 0   | 6   |
| 3  | Szwecja       | 6 | 2 | 1 | 3 | 9   | 12  | -3  | 5   |
| 4  | Norwegia      | 6 | 1 | 1 | 4 | 9   | 14  | -5  | 3   |

| 13 listopada 1966 | Portugalia · Graça 21' | 1:21:1 | Szwecja · 29', 86' Danielsson | Estádio Nacional, Lizbona Widzów: 35000 Sędzia: Jacques Colling |
|                   |                        |        |                               |                                                                 |

| 13 listopada 1966 | Bułgaria · Tsanev 18', 43' · Żekow 42', 85' | 4:23:0 | Norwegia · 59', 86' Hasund | Stadion Narodowy im. Wasyla Lewskiego, Sofia Widzów: 30000 Sędzia: Muzaffer Sarvan |
|                   |                                             |        |                            |                                                                                    |

| 1 czerwca 1967 | Szwecja · Svensson 90' | 1:10:1 | Portugalia · 20' Custódio Pinto | Råsundastadion, Sztokholm Widzów: 43689 Sędzia: Kevin Howley |
|                |                        |        |                                 |                                                              |

| 8 czerwca 1967 | Norwegia · Iversen 35' | 1:21:1 | Portugalia · 15', 60' Eusébio | Ullevaal Stadion, Oslo Widzów: 31151 Sędzia: William Syme |
|                |                        |        |                               |                                                           |

| 11 czerwca 1967 | Szwecja | 0:20:1 | Bułgaria · 23' Żekow · 82' Dermendżiewv | Råsundastadion, Sztokholm Widzów: 24271 Sędzia: Leo Callaghan |
|                 |         |        |                                         |                                                               |

| 29 czerwca 1967 | Norwegia | 0:0 | Bułgaria | Ullevaal Stadion, Oslo Widzów: 25545 Sędzia: John Adair |
|                 |          |     |          |                                                         |

| 3 września 1967 | Norwegia · Berg 23' · Birkelund 47' · Sunde 80' | 3:11:0 | Szwecja · 18' Nordahl | Ullevaal Stadion, Oslo Widzów: 32151 Sędzia: Jan Pawlik |
|                 |                                                 |        |                       |                                                         |

| 5 listopada 1967 | Szwecja · Turesson 15', 86' · Danielsson 39' · Eriksson 48', 85' | 5:22:0 | Norwegia · 57' (k) Iversen · 90' Nilsen | Råsundastadion, Sztokholm Sędzia: Rudolf Glöckner |
|                  |                                                                  |        |                                         |                                                   |

| 12 listopada 1967 | Portugalia · Torres 30' · Jaime Graça 64' | 2:11:1 | Norwegia · 40' Nilsen | Estádio das Antas, Oporto Sędzia: Michel Kitabdjian |
|                   |                                           |        |                       |                                                     |

| 12 listopada 1967 | Bułgaria · Kotkow 43' · Mitkow 44' · Asparuchow 75' | 3:02:0 | Szwecja | Stadion Narodowy im. Wasyla Lewskiego, Sofia Widzów: 28000 Sędzia: Josip Horvat |
|                   |                                                     |        |         |                                                                                 |

| 26 listopada 1967 | Bułgaria · Dermendżiew 63' | 1:00:0 | Portugalia | Stadion Narodowy im. Wasyla Lewskiego, Sofia Widzów: 55000 Sędzia: Anwar Zwerew |
|                   |                            |        |            |                                                                                 |

| 17 grudnia 1967 | Portugalia | 0:0 | Bułgaria | Estádio Nacional, Lizbona Widzów: 20000 Sędzia: Antonio Sbardella |
|                 |            |     |          |                                                                   |

### Grupa C
| Lp | Reprezentacja | M | Z | R | P | Br+ | Br- | +/- | Pkt |
| -- | ------------- | - | - | - | - | --- | --- | --- | --- |
| 1  | ZSRR          | 6 | 5 | 0 | 1 | 16  | 6   | +10 | 10  |
| 2  | Grecja        | 6 | 2 | 2 | 2 | 8   | 9   | -1  | 6   |
| 3  | Austria       | 6 | 2 | 2 | 2 | 8   | 10  | -2  | 6   |
| 4  | Finlandia     | 6 | 0 | 2 | 4 | 5   | 12  | -7  | 2   |

| 2 października 1966 | Finlandia | 0:0 | Austria | Stadion Olimpijski, Helsinki Widzów: 10000 Sędzia: Peter Coates |
|                     |           |     |         |                                                                 |

| 16 października 1966 | Grecja · Alexiadis 39', 86' | 2:11:0 | Finlandia · 57' Mäkipää | Kaftanzoglio Stadio, Saloniki Widzów: 28478 Sędzia: Zdeněk Valeš |
|                      |                             |        |                         |                                                                  |

| 10 maja 1967 | Finlandia · Peltonen 18' | 1:1 | Grecja · 39' Chaitas | Stadion Olimpijski, Helsinki Widzów: 15253 Sędzia: Piet Roomer |
|              |                          |     |                      |                                                                |

| 11 czerwca 1967 | ZSRR · Małofiejew 25' · Byszowiec 36' · Czislenko 43' · Strielcow 80' | 4:33:1 | Austria · 38' Hof · 54' Wolny · 69' Siber | Moskwa Widzów: 104000 Sędzia: Einar Boström |
|                 |                                                                       |        |                                           |                                             |

| 16 lipca 1967 | ZSRR · Baniszewski 50', 70' · Szabo 72' (k.) · Czislenko 83' | 4:00:0 | Grecja | Stadion Borysa Paiczadze, Tbilisi Widzów: 28040 Sędzia: Birger Nielsen |
|               |                                                              |        |        |                                                                        |

| 30 sierpnia 1967 | ZSRR · Churcilawa 14' · Czislenko 80' | 2:01:0 | Finlandia | Moskwa Widzów: 80000 Sędzia: Muzaffer Sarvan |
|                  |                                       |        |           |                                              |

| 6 września 1967 | Finlandia · Peltonen 18' (k.) · Syrjävaara 25' | 2:52:3 | ZSRR · 2', 56' (k.) Szabo · 14' Masłow · 35' Baniszewski · 63' Małofiejew | Kupittaan Stadion, Turku Widzów: 7793 Sędzia: Pavel Špoták |
|                 |                                                |        |                                                                           |                                                            |

| 24 września 1967 | Austria · Flögel 17' · Grausam 81' | 2:1 | Finlandia · 57' Peltonen | Ernst Happel Stadion, Wiedeń Widzów: 27000 Sędzia: Milivoje Gugulović |
|                  |                                    |     |                          |                                                                       |

| 4 października 1967 | Grecja · Sideris 28', 34', 62' · Papaioanu 75' | 4:12:0 | Austria · 61' Grausam | Stadion Karaiskákis, Pireus Widzów: 34552 Sędzia: Vasile Dumitrescu |
|                     |                                                |        |                       |                                                                     |

| 15 października 1967 | Austria · Grausam 49' | 1:00:0 | ZSRR | Ernst Happel Stadion, Wiedeń Widzów: 37400 Sędzia: Todor Bechirov |
|                      |                       |        |      |                                                                   |

| 31 października 1967 | Grecja | 0:10:0 | ZSRR · 50' Małofiejew | Stadion Karaiskákis, Pireus Widzów: 33588 Sędzia: Gottfried Dienst |
|                      |        |        |                       |                                                                    |

| 5 listopada 1967 | Austria · Siber 32' | 1:11:0 | Grecja · 73' Sideris | Ernst Happel Stadion, Wiedeń Widzów: 31996 Sędzia: Gyula Gere |
|                  |                     |        |                      |                                                               |

### Grupa D
| Lp | Reprezentacja | M | Z | R | P | Br+ | Br- | +/- | Pkt |
| -- | ------------- | - | - | - | - | --- | --- | --- | --- |
| 1  | Jugosławia    | 4 | 3 | 0 | 1 | 8   | 3   | +5  | 6   |
| 2  | RFN           | 4 | 2 | 1 | 1 | 9   | 2   | +7  | 5   |
| 3  | Albania       | 4 | 0 | 1 | 3 | 0   | 12  | -12 | 1   |

| 8 kwietnia 1967 | RFN · Müller 6', 25', 73', 85' (k.) · Löhr 77', 79' | 6:02:0 | Albania | Stadion Rote Erde, Dortmund Widzów: 32000 Sędzia: Martti Hirviniemi |
|                 |                                                     |        |         |                                                                     |

| 3 maja 1967 | Jugosławia · Skoblar 64' | 1:00:0 | RFN | Stadion JNA, Belgrad Widzów: 48000 Sędzia: José María Ortiz de Mendíbil |
|             |                          |        |     |                                                                         |

| 14 maja 1967 | Albania | 0:20:1 | Jugosławia · 23', 56' Zambata | Stadiumi Qemal Stafa, Tirana Widzów: 18573 Sędzia: Costas Xanthoulis |
|              |         |        |                               |                                                                      |

| 7 października 1967 | RFN · Löhr 11' · Müller 71' · Seeler 87' | 3:11:0 | Jugosławia · 46' Zambata | Imtech Arena, Hamburg Widzów: 71000 Sędzia: Concetto lo Bello |
|                     |                                          |        |                          |                                                               |

| 12 listopada 1967 | Jugosławia · Sprečo 44' · Osim 52', 81' · Lazarević 70' | 4:01:0 | Albania | Stadion JNA, Belgrad Widzów: 35000 Sędzia: Andrei Rădulescu |
|                   |                                                         |        |         |                                                             |

| 17 grudnia 1967 | Albania | 0:0 | RFN | Stadiumi Qemal Stafa, Tirana Widzów: 21889 Sędzia: Ferdinand Marschall |
|                 |         |     |     |                                                                        |

### Grupa E
| Lp | Reprezentacja | M | Z | R | P | Br+ | Br- | +/- | Pkt |
| -- | ------------- | - | - | - | - | --- | --- | --- | --- |
| 1  | Węgry         | 6 | 4 | 1 | 1 | 15  | 5   | +10 | 9   |
| 2  | NRD           | 6 | 3 | 1 | 2 | 10  | 10  | 0   | 7   |
| 3  | Holandia      | 6 | 2 | 1 | 3 | 11  | 11  | 0   | 5   |
| 4  | Dania         | 6 | 1 | 1 | 4 | 6   | 16  | -10 | 3   |

| 7 września 1966 | Holandia · Pijs 35' · Cruyff 51' | 2:20:0 | Węgry · 72' Molnár · 88' Mészöly | Feijenoord Stadion, Rotterdam Widzów: 61600 Sędzia: Birger Nilsen |
|                 |                                  |        |                                  |                                                                   |

| 21 września 1966 | Węgry · Albert 1', 32' · Mészöly 10' (k.) · Bene 14' · Farkas 37' · Varga 83' | 6:05:0 | Dania | Népstadion, Budapeszt Widzów: 18487 Sędzia: Alexandros Monastiriotis |
|                  |                                                                               |        |       |                                                                      |

| 30 listopada 1966 | Holandia · Swart 58' · van der Kuijlen 73' | 2:00:0 | Dania | Feijenoord Stadion, Rotterdam Widzów: 32000 Sędzia: Aníbal Oliveira |
|                   |                                            |        |       |                                                                     |

| 5 kwietnia 1967 | NRD · Vogel 50' · Frenzel 62', 78', 85' | 4:30:2 | Holandia · 10' Mulder · 12', 5' Keizer | Zentralstadion, Lipsk Widzów: 40000 Sędzia: Hannes Sigurdsson |
|                 |                                         |        |                                        |                                                               |

| 10 maja 1967 | Węgry · Mészöly 7' (k.) · Farkas 30' | 2:12:0 | Holandia · 63' Suurbier | Stadion im. Ferenca Puskása, Budapeszt Widzów: 24352 Sędzia: Franz Mayer |
|              |                                      |        |                         |                                                                          |

| 24 maja 1967 | Dania | 0:20:1 | Węgry · 31' Albert · 70' Bene | Parken, kopenhaga Widzów: 35200 Sędzia: William Gow |
|              |       |        |                               |                                                     |

| 4 czerwca 1967 | Dania · Bjerre 64' (k.) | 1:10:1 | NRD · 6' Löwe | Parken, Kopenhaga Widzów: 23700 Sędzia: Joseph Hannet |
|                |                         |        |               |                                                       |

| 27 września 1967 | Węgry · Farkas 9', 48', 50' | 3:11:0 | NRD · 58' Frenzel | Stadion im. Ferenca Puskása, Budapeszt Widzów: 75000 Sędzia: Tofik Bachramow |
|                  |                             |        |                   |                                                                              |

| 4 października 1967 | Dania · Bjerre 44' (k.), 71' · Søndergaard 53' | 3:21:0 | Holandia · 74' Suurbier · 76' Israël | Parken, Kopenhaga Widzów: 35200 Sędzia: Malcolm Wright |
|                     |                                                |        |                                      |                                                        |

| 11 października 1967 | NRD · Körner 34' (k.) · Pankau 61', 74' | 3:21:2 | Dania · 36' Dyreborg · 38' Tom Søndergaard | Zentralstadion, Lipsk Widzów: 25000 Sędzia: Ryszard Banasiuk |
|                      |                                         |        |                                            |                                                              |

| 29 października 1967 | NRD · Frenzel 51' | 1:00:0 | Węgry | Zentralstadion, Lipsk Widzów: 55000 Sędzia: Robert Héliès |
|                      |                   |        |       |                                                           |

| 13 grudnia 1967 | Holandia · Cruyff 2' | 1:0 | NRD | Stadion Olimpijski, Amsterdam Widzów: 55000 Sędzia: Tom Wharton |
|                 |                      |     |     |                                                                 |

### Grupa F
| Lp | Reprezentacja | M | Z | R | P | Br+ | Br- | +/- | Pkt |
| -- | ------------- | - | - | - | - | --- | --- | --- | --- |
| 1  | Włochy        | 6 | 5 | 1 | 0 | 17  | 3   | +14 | 11  |
| 2  | Rumunia       | 6 | 3 | 0 | 3 | 18  | 14  | +4  | 6   |
| 3  | Szwajcaria    | 6 | 2 | 1 | 3 | 17  | 13  | +4  | 5   |
| 4  | Cypr          | 6 | 1 | 0 | 5 | 3   | 25  | -22 | 2   |

| 2 listopada 1966 | Rumunia · Dridea 8' · Frăţilă 11', 35', 38' | 4:24:0 | Szwajcaria · 54' Künzli · 70' Odermatt | Stadionul Republicii, Bukareszt Widzów: 15000 Sędzia: Jim Finney |
|                  |                                             |        |                                        |                                                                  |

| 26 listopada 1966 | Włochy · Mazzola 30', 67' · Depaoli 43' | 3:12:1 | Rumunia · 7' Dobrin | Stadio San Paolo, Neapol Widzów: 75000 Sędzia: Gerhard Schulenburg |
|                   |                                         |        |                     |                                                                    |

| 3 grudnia 1966 | Cypr · Pieridis 32' | 1:51:0 | Rumunia · 49', 82' Dridea · 51' Lucescu · 65', 74' Frăţilă | Stadion GSP, Nikozja Widzów: 4823 Sędzia: Arthur Lentini |
|                |                     |        |                                                            |                                                          |

| 22 marca 1967 | Cypr | 0:20:0 | Włochy · 76' Facchetti · 88' Domenghini | Stadion GSP, Nikozja Widzów: 10000 Sędzia: Atanas Stavrev |
|               |      |        |                                         |                                                           |

| 24 marca 1967 | Szwajcaria · Künzli 12', 67' · Quentin 15', 32' · Blättler 46', 59' · Odermatt 63' | 7:13:0 | Rumunia · 70' Dobrin | Hardturm, Zurych Widzów: 30000 Sędzia: Robert Lacoste |
|               |                                                                                    |        |                      |                                                       |

| 23 kwietnia 1967 | Rumunia · Lucescu 4' · Martinovici 15' · Dumitriu 42', 52', 77' · Ionescu 47', 88' | 7:03:0 | Cypr | Stadionul 23 August, Bukareszt Widzów: 10000 Sędzia: Milivoje Gugulović |
|                  |                                                                                    |        |      |                                                                         |

| 25 czerwca 1967 | Rumunia | 0:10:0 | Włochy · 81' Bertini | Stadionul 23 August, Bukareszt Widzów: 65000 Sędzia: Manuel Gómez Arribas |
|                 |         |        |                      |                                                                           |

| 1 listopada 1967 | Włochy · Mazzola 12', 22' · Riva 46', 55', 59' | 5:02:0 | Cypr | Stadio San Vito, Cosenza Widzów: 22059 Sędzia: Antoine Queudeville |
|                  |                                                |        |      |                                                                    |

| 8 listopada 1967 | Szwajcaria · Blättler 32', 55' · Künzli 43' · Dürr 58' (k.) · Odermatt 83' | 5:02:0 | Cypr | Stadio Cornaredo, Lugano Widzów: 3737 Sędzia: Robert Schaut |
|                  |                                                                            |        |      |                                                             |

| 18 listopada 1967 | Szwajcaria · Quentin 34' · Künzli 68' | 2:21:0 | Włochy · 66', 85' (k.) Riva | Wankdorfstadion, Berno Widzów: 55000 Sędzia: István Zsolt |
|                   |                                       |        |                             |                                                           |

| 23 grudnia 1967 | Włochy · Mazzola 3' · Riva 13' · Domenghini 45', 67' | 4:03:0 | Szwajcaria | Stadio Amsicora, Cagliari Widzów: 30000 Sędzia: Tom Wharton |
|                 |                                                      |        |            |                                                             |

| 17 lutego 1968 | Cypr · Asprou 22' · Papadopoulos 46' | 2:11:1 | Szwajcaria · 9' (sam.) | Stadion GSP, Nikozja Widzów: 8000 Sędzia: Pavel Špoták |
|                |                                      |        |                        |                                                        |

### Grupa G
| Lp | Reprezentacja | M | Z | R | P | Br+ | Br- | +/- | Pkt |
| -- | ------------- | - | - | - | - | --- | --- | --- | --- |
| 1  | Francja       | 6 | 4 | 1 | 1 | 14  | 6   | +8  | 9   |
| 2  | Belgia        | 6 | 3 | 1 | 2 | 14  | 9   | +5  | 7   |
| 3  | Polska        | 6 | 3 | 1 | 2 | 13  | 9   | +4  | 7   |
| 4  | Luksemburg    | 6 | 0 | 1 | 5 | 1   | 18  | -17 | 1   |

| 2 października 1966 | Polska · Jarosik 49' · Liberda 54' · Grzegorczyk 73' · Sadek 88' | 4:01:0 | Luksemburg | Stadion im. Floriana Krygera, Szczecin Sędzia: Erwin Vetter |
|                     |                                                                  |        |            |                                                             |

| 22 października 1966 | Francja · Di Nallo 26' · Lech 85' | 2:11:0 | Polska · 61' Grzegorczyk | Parc des Princes, Paryż Sędzia: Gerhard Schulenburg |
|                      |                                   |        |                          |                                                     |

| 11 listopada 1966 | Belgia · Van Himst 51', 54' | 2:10:0 | Francja · 67' Lech | Stadion Heysel, Bruksela Sędzia: John Keith Taylor |
|                   |                             |        |                    |                                                    |

| 26 listopada 1966 | Luksemburg | 0:3 | Francja · 8' Herbet · 40' Revelli · 41' Lech | Stade Municipal, Luksemburg Sędzia: Laurens van Ravens |
|                   |            |     |                                              |                                                        |

| 19 marca 1967 | Luksemburg | 0:50:3 | Belgia · 20', 36' Van Himst · 29', 60', 73' Stockman | Stade Municipal, Luksemburg Sędzia: Karl Göppel |
|               |            |        |                                                      |                                                 |

| 16 kwietnia 1967 | Luksemburg | 0:0 | Polska | Stade Municipal, Luksemburg Sędzia: Einar Poulsen |
|                  |            |     |        |                                                   |

| 21 maja 1967 | Polska · Lubański 28', 41' · Szołtysik 72' | 3:12:0 | Belgia · 52' Puis | Stadion Śląski, Chorzów Sędzia: Toimi Olkku |
|              |                                            |        |                   |                                             |

| 17 września 1967 | Polska · Brychczy 26' | 1:41:2 | Francja · 13' Herbin · 33', 85' Di Nallo · 63' Guy | Stadion Dziesięciolecia, Warszawa Sędzia: Ferdinand Marschall |
|                  |                       |        |                                                    |                                                               |

| 8 października 1967 | Belgia · Devrindt 15', 35' | 2:42:2 | Polska · 26', 52', 70' Żmijewski · 45' Brychczy | Stadion Heysel, Bruksela Sędzia: Juan Garay Gardeazábal |
|                     |                            |        |                                                 |                                                         |

| 28 października 1967 | Francja · Herbin 84' | 1:10:1 | Belgia · 37' Claessen | Stade Marcel Saupin, Nantes Sędzia: Francesco Francescon |
|                      |                      |        |                       |                                                          |

| 22 listopada 1967 | Belgia · Thio 62', 77' · Claessen 65' | 3:00:0 | Luksemburg | Stade Klokke, Brugia Sędzia: William O’Neill |
|                   |                                       |        |            |                                              |

| 23 grudnia 1967 | Francja · Loubet 42', 47', 53' | 3:11:1 | Luksemburg · 1' Klein | Parc des Princes, Paryż Sędzia: Aníbal Oliveira |
|                 |                                |        |                       |                                                 |

### Grupa H
| Lp | Reprezentacja     | M | Z | R | P | Br+ | Br- | +/- | Pkt |
| -- | ----------------- | - | - | - | - | --- | --- | --- | --- |
| 1  | Anglia            | 6 | 4 | 1 | 1 | 15  | 5   | +10 | 9   |
| 2  | Szkocja           | 6 | 3 | 2 | 1 | 10  | 8   | +2  | 8   |
| 3  | Walia             | 6 | 1 | 2 | 3 | 6   | 12  | -6  | 4   |
| 4  | Irlandia Północna | 6 | 1 | 1 | 4 | 2   | 8   | -6  | 3   |

| 22 października 1966 | Walia · R. Davies 76' | 1:10:0 | Szkocja · 86' Law | Ninian Park, Cardiff Sędzia: Kenneth Dagnall |
|                      |                       |        |                   |                                              |

| 22 października 1966 | Irlandia Północna | 0:20:1 | Anglia · 40' Hunt · 60' Peters | Windsor Park, Belfast Sędzia: Robert Holley Davidson |
|                      |                   |        |                                |                                                      |

| 16 listopada 1966 | Szkocja · Murdoch 14' · Lennox 35' | 2:1 | Irlandia Północna · 9' Nicholson | Hampden Park, Glasgow Sędzia: John Keith Taylor |
|                   |                                    |     |                                  |                                                 |

| 16 listopada 1966 | Anglia · Hurst 30', 34' · B. Charlton 43' · Hennessey 65' (sam.) · J.Charlton 84' | 5:13:1 | Walia · 36' W. Davies | Stadion Wembley, Londyn Sędzia: Thomas Wharton |
|                   |                                                                                   |        |                       |                                                |

| 12 kwietnia 1967 | Irlandia Północna | 0:0 | Walia | Windsor Park, Belfast Sędzia: Kevin Howley |
|                  |                   |     |       |                                            |

| 15 kwietnia 1967 | Anglia · J. Charlton 84' · Hurst 88' | 2:30:1 | Szkocja · 27' Law · 78' Lennox · 87' McCalliog | Stadion Wembley, Londyn Sędzia: Gerhard Schulenburg |
|                  |                                      |        |                                                |                                                     |

| 21 października 1967 | Walia | 0:30:2 | Anglia · 34' Peters · 87' B. Charlton · 90' (k) Ball | Ninian Park, Cardiff Sędzia: John Robertson P. Gordon |
|                      |       |        |                                                      |                                                       |

| 21 października 1967 | Irlandia Północna · Clements 67' | 1:00:0 | Szkocja | Windsor Park, Belfast Sędzia: James Finney |
|                      |                                  |        |         |                                            |

| 22 listopada 1967 | Szkocja · Gilzean 15', 65' · McKinnon 78' | 3:21:1 | Walia · 18' R. Davies · 55' Durban | Hampden Park, Glasgow Sędzia: James Finney |
|                   |                                           |        |                                    |                                            |

| 22 listopada 1967 | Anglia · Hurst 43' · B. Charlton 62' | 2:01:0 | Irlandia Północna | Stadion Wembley, Londyn Sędzia: Leo Callaghan |
|                   |                                      |        |                   |                                               |

| 24 lutego 1968 | Szkocja · Hughes 39' | 1:1 | Anglia · 20' Peters | Hampden Park, Glasgow Sędzia: Laurens van Ravens |
|                |                      |     |                     |                                                  |

| 28 lutego 1968 | Walia · Rees 75' · R. Davies 84' | 2:00:0 | Irlandia Północna | Racecourse Ground, Wrexham Sędzia: Robert Holley Davidson |
|                |                                  |        |                   |                                                           |

## Ćwierćfinały
1 mecz

3 kwietnia 1968
| Anglia       | 1 – 0 (0-0) | Hiszpania | 19:45 czasu GMT – Stadion Wembley, Londyn Sędzia: Josef Krnavek (Czechosłowacja) Widzów: 100 000 |
| Charlton 84' |             |           | 19:45 czasu GMT – Stadion Wembley, Londyn Sędzia: Josef Krnavek (Czechosłowacja) Widzów: 100 000 |
|              |             |           | 19:45 czasu GMT – Stadion Wembley, Londyn Sędzia: Josef Krnavek (Czechosłowacja) Widzów: 100 000 |

2 mecz

8 maja 1968
| Hiszpania   | 1 – 2 (0-0) | Anglia     | 20:00 czasu CET – Estadio Santiago Bernabéu, Madryt Sędzia: Paul Schiller (Austria) Widzów: 120 000 |
| Amancio 48' |             | Peters 54' | 20:00 czasu CET – Estadio Santiago Bernabéu, Madryt Sędzia: Paul Schiller (Austria) Widzów: 120 000 |
|             |             | Hunter 82' | 20:00 czasu CET – Estadio Santiago Bernabéu, Madryt Sędzia: Paul Schiller (Austria) Widzów: 120 000 |
|             |             |            | |

Awans: Anglia
1 mecz

6 kwietnia 1968
| Bułgaria           | 3 – 2 (1-0) | Włochy                     | 17:00 czasu EET – Stadion Narodowy im. Wasyla Lewskiego, Sofia Sędzia: Gerhard Schulenburg (RFN) Widzów: 65 000 |
| Kotkow 11' (karny) |             | Penew 61' (gol samobójczy) | 17:00 czasu EET – Stadion Narodowy im. Wasyla Lewskiego, Sofia Sędzia: Gerhard Schulenburg (RFN) Widzów: 65 000 |
| Dermendżiew 66'    |             | Prati 83'                  | 17:00 czasu EET – Stadion Narodowy im. Wasyla Lewskiego, Sofia Sędzia: Gerhard Schulenburg (RFN) Widzów: 65 000 |
| Żekow 73'          |             |                            | |
|                    |             |                            | |

2 mecz

20 kwietnia 1968
| Włochy         | 2 – 0 (1-0) | Bułgaria | 16:00 czasu CET – Stadio San Paolo, Neapol Sędzia: Gottfried Dienst (Szwajcaria) Widzów: 100 000 |
| Prati 14'      |             |          | 16:00 czasu CET – Stadio San Paolo, Neapol Sędzia: Gottfried Dienst (Szwajcaria) Widzów: 100 000 |
| Domenghini 55' |             |          | 16:00 czasu CET – Stadio San Paolo, Neapol Sędzia: Gottfried Dienst (Szwajcaria) Widzów: 100 000 |
|                |             |          |                                                                                                  |

Awans: Włochy
1 mecz

6 kwietnia 1968
| Francja      | 1 – 1 (0-0) | Jugosławia  | 16:00 czasu CET – Stade Vélodrome, Marsylia Sędzia: Erwin Vetter (RFN) Widzów: 45 000 |
| Di Nallo 79' |             | Musemić 66' | 16:00 czasu CET – Stade Vélodrome, Marsylia Sędzia: Erwin Vetter (RFN) Widzów: 45 000 |
|              |             |             | 16:00 czasu CET – Stade Vélodrome, Marsylia Sędzia: Erwin Vetter (RFN) Widzów: 45 000 |

2 mecz

14 maja 1968
| Jugosławia   | 5 – 1 (4-1) | Francja      | 16:30 czasu CET – Stadion Partizana, Belgrad Sędzia: Paul Schiller (Austria) Widzów: 70 000 |
| Petković 3'  |             | Di Nallo 33' | 16:30 czasu CET – Stadion Partizana, Belgrad Sędzia: Paul Schiller (Austria) Widzów: 70 000 |
| Musemić 13'  |             |              | 16:30 czasu CET – Stadion Partizana, Belgrad Sędzia: Paul Schiller (Austria) Widzów: 70 000 |
| Džajić 15'   |             |              |                                                                                             |
| Petković 32' |             |              |                                                                                             |
| Musemić 80'  |             |              |                                                                                             |
|              |             |              |                                                                                             |

Awans: Jugosławia
1 mecz

4 maja 1968
| Węgry      | 2 – 0 (1-0) | ZSRR | 17:00 czasu CET – Stadion im. Ferenca Puskása, Budapeszt Sędzia: Laurens van Ravens (Holandia) Widzów: 80 000 |
| Farkas 22' |             |      | 17:00 czasu CET – Stadion im. Ferenca Puskása, Budapeszt Sędzia: Laurens van Ravens (Holandia) Widzów: 80 000 |
| Göröcs 84' |             |      | 17:00 czasu CET – Stadion im. Ferenca Puskása, Budapeszt Sędzia: Laurens van Ravens (Holandia) Widzów: 80 000 |
|            |             |      | |

2 mecz

11 maja 1968
| ZSRR            | 3 – 0 (1-0) | Węgry | 19:30 czasu MSK – Stadion Łużniki, Moskwa Sędzia: Kurt Tschenscher (RFN) Widzów: 103 000 |
| Baniszewski 23' |             |       | 19:30 czasu MSK – Stadion Łużniki, Moskwa Sędzia: Kurt Tschenscher (RFN) Widzów: 103 000 |
| Churciława 60'  |             |       | 19:30 czasu MSK – Stadion Łużniki, Moskwa Sędzia: Kurt Tschenscher (RFN) Widzów: 103 000 |
| Byszowiec 72'   |             |       |                                                                                          |
|                 |             |       |                                                                                          |

Awans: ZSRR

## Drużyny zakwalifikowane do turnieju finałowego
| Drużyna    | Grupa kwalifikacyjna   | Data kwalifikacji | Liczba występów | Najlepszy wynik       |
| ---------- | ---------------------- | ----------------- | --------------- | --------------------- |
| Włochy     | zwycięzca ćwierćfinału | 20 kwietnia 1968  | debiutant       | debiutant             |
| Anglia     | zwycięzca ćwierćfinału | 8 maja 1968       | debiutant       | debiutant             |
| ZSRR       | zwycięzca ćwierćfinału | 11 maja 1968      | 2 (1960, 1964)  | Mistrzostwo (1960)    |
| Jugosławia | zwycięzca ćwierćfinału | 14 maja 1968      | 1 (1960)        | Drugie miejsce (1960) |

Źródło: